# Kita no zeronen
Pour plus de détails, voir Fiche technique et Distribution.
Kita no zeronen (北の零年) est un film japonais réalisé par Isao Yukisada, sorti en 2005.

## Synopsis
En 1868, après la chute du shogun, le nouveau gouvernement déplace de force les habitants d'Awaji, soutien des samouraïs, dans le nord de Hokkaidō. Hideaki, le mari de Shino, dirige la communauté et doit faire face à de mauvaises récoltes. Il se rend à Sapporo pour apprendre de nouvelles techniques agricoles. Pendant ce temps, le gouvernement continue de persécuter la communauté.

## Fiche technique
- Titre : Kita no zeronen
- Titre original : 北の零年
- Réalisation : Isao Yukisada
- Scénario : Machiko Nasu
- Musique : Michiru Ōshima
- Photographie : Nobuyasu Kita
- Montage : Takeshi Imai
- Production : Rioko Tominaga
- Société de production : Asahi Broadcasting Corporation, Nippon Shuppan Hanbai, TV Asahi, Tōei et Tokyo FM Broadcasting
- Pays :  Japon
- Genre : Drame et historique
- Durée : 170 minutes
- Dates de sortie : 
  -  Japon : 15 janvier 2005

## Distribution
- Sayuri Yoshinaga : Shino Komatsubara
- Ken Watanabe : Hideaki Komatsubara
- Etsushi Toyokawa : Ashirika
- Toshirō Yanagiba : Denzo Mamiya
- Yuriko Ishida : Kayo Mamiya
- Teruyuki Kagawa : Kurazo Mochida
- Satomi Ishihara : Tae Komatsubara
- Sadao Abe : Matajuro Nakano
- Yū Fujiki : Kamejiro Nakano
- Mitsuru Fukikoshi : Keiichiro Hase
- Mitsuru Hirata : Eita Kawakubo
- Renji Ishibashi : Kahei Horibe
- Haruko Mabuchi : Sue Hase
- Takeo Nakahara : Uchida
- Suzuka Ōgo : Tae Komatsubara, la petite fille
- Kaoru Okunuki : Sato Hase
- Susumu Terajima : Kanji Hanamura
- Mayu Tsuruta : Otsuru

## Distinctions
Le film a été nommé pour quatorze Japan Academy Prizes et a remporté celui de la meilleure actrice pour Sayuri Yoshinaga.